# LEW EL1
EL1 – lokomotywa elektryczna produkowana w latach 1951-1980 dla kolei przemysłowych. Wyprodukowano 692 elektrowozy przemysłowe, dwadzieścia lokomotyw wyeksportowano do chińskich kolei górniczych.